# Landskap med flykten till Egypten (Bruegel)
Landskap med flykten till Egypten är en oljemålning av den flamländske renässanskonstnären Pieter Bruegel den äldre. Den är målad 1563 och ingår sedan 1978 ingår i samlingarna på Courtauld Institute of Art i London. 
Bruegel målade ett flertal skildringar av bibliska episoder överförda till ett nordeuropeiskt landskap eller sammanhang, till exempel Konungarnas tillbedjan, Barnamorden i Betlehem och Folkräkningen i Betlehem. I Landskap med flykten till Egypten, liksom i Ikaros fall, är han influerad av Joachim Patinir som målade motiv där bakgrundens storslagna bergslandskap dominerar förgrundens små staffagefigurer. Förgrunden utmärks av varma färgtoner som övergår till kallare och blåare nyanser i bakgrunden vilket ger en illusion av luftperspektiv. Stilgreppet benämns världslandskap eller med den tyska termen Weltlandschaft(en). 
Målningen skildrar den heliga familjens flykt till Egypten undan Herodes soldater, en episod som återges i Matteusevangeliet (2:13–23). I målningen syns Jungfru Maria i en röd kappa med Jesusbarnet i famnen rida på en åsna. Framför henne vandrar Josef. Tavlan utfördes på beställning av kardinal Antoine Perrenot de Granvelle som var en stor konstsamlare och ägde flera verk av Bruegel. Den ägdes senare av konstnären Peter Paul Rubens. 